# Sacro Império de Reuniéo
Das Heilige Reich der Réunion (portugiesisch: Sacro Império de Reuniéo) ist eine Mikronation, die am 28. August 1997 als politische und konstitutionelle Simulation gegründet wurde.

## Geschichte
Das Projekt wurde von Jurastudenten der Päpstlichen Katholischen Universität Rio de Janeiro ins Leben gerufen. Bis heute sind die meisten Bürger Brasilianer.
Das Imperium prägt seine eigenen Münzen, druckt Pässe und Geldscheine und produziert Flaggen und Banner für seine Bürger. Im Jahr 2000 erwähnte die New York Times in einem Bericht über Mikronationen das Imperium und berichtete über die Politik hinter den Kulissen. Volksversammlungen finden über Mailinglisten und die Facebook-Seite der Mikronation statt.
Fabrice O’Driscoll, Professor an der Universität Aix-Marseille, widmete dem Imperium zwei Seiten seines Buches Ils ne siègent pas a l'ONU.
Im Jahr 2006 half die „Regierung“ des Landes bei der Organisation des Kiva Intermicronational Teams, welches über 1000 Dollar für innovative Projekte verleiht.
Der Scheinstaat wurde in zahlreichen Medien thematisiert, darunter von der New York Times und der Folha de S. Paulo.